# Non ci sto (Shablo, Marracash e Carl Brave)
Non ci sto è un singolo del produttore discografico italiano Shablo e dei rapper italiani Marracash e Carl Brave, pubblicato il 30 agosto 2019.

## Tracce
1. Non ci sto – 3:03

## Classifiche
| Classifica (2019) | Posizione massima |
| ----------------- | ----------------- |
| Italia            | 7                 |